# Beloha (cratera)
Beloha é uma cratera marciana. Tem como característica 33.5 quilômetros de diâmetro. Deve o seu nome a Beloha, uma localidade em Madagáscar.